# 遠光寺
遠光寺（おんこうじ）は、山梨県甲府市伊勢二丁目にある日蓮宗の寺院。山号は宝塔山。旧本山は身延山久遠寺(身延門流)。法華寺、信立寺とともに甲府法華三ヶ寺の一、長遠寺 (南アルプス市)、妙了寺と並んで、身延山久遠寺甲斐触頭三ヶ寺の一。

## 歴史
建保2年（1214年、一説に建暦元年（1211年））、加賀美次郎遠光が宗明（のちの日宗）を開山に山梨郡小曲村（現在の甲府市小曲町）に自らの菩提寺として建立した。天文年間（1532年 - 1555年）、水害のため現在地に移転。安政元年（1854年）、盛岡城主南部氏（遠光の後裔）により修復された。江戸時代までは身延山久遠寺の法主猊下から直接に免許状が出されていた。昭和20年（1945年）7月7日の甲府空襲で諸堂が全焼した。現在の本堂は昭和45年（1970年）に内藤多仲の設計で再建された八角堂である。

## 境内
- 本堂

## 旧末寺
日蓮宗は昭和16年に本末を解体したため、現在では、旧本山、旧末寺と呼びならわしている。
- 寶珠山妙法寺(鎌倉市山崎)
- 佛正山法元寺(甲府市国母)
- 感應山法光寺(甲府市国母)
- 具足山圓妙寺(甲府市小曲町)
- 源正山常光寺(甲府市下今井町)
- 榮柳山要明寺(甲府市住吉本町)
- 晴陳山玄妙寺(甲府市伊勢)
- 知勝山妙石庵(甲府市上曽根町)
- 信向山常光寺(甲府市上向山町)
- 金光山妙善寺(甲州市塩山下於曽)
- 眞淨山大法寺(山梨市上栗原)
- 法玄山妙玄寺(笛吹市石和町今井)
- 法華山正覺寺(中巨摩郡昭和町西条新田)

## 関連資料
- 日蓮宗新聞 2015年8月8日付
- 小尾保彰編『山梨県名勝案内』山梨県土木建築請負業組合（1935年）